# Barromán
Barromán es un municipio y localidad española de la provincia de Ávila, en la comunidad autónoma española de Castilla y León. El término municipal, enclavado en la comarca de La Moraña, tiene una población de 175 habitantes (INE 2024).

## Geografía
- Ríos: Zapardiel, afluente del Duero y Valtodano, afluente del Zapardiel.
- Población: 207 habitantes.
- Economía: agricultura.

Camilo José Cela en su libro Judíos Moros y Cristianos, narra un viaje que realiza por tierras de Segovia y Ávila, entre 1946 y 1952. Uno de los lugares por los que pasa es Barromán.

Barromán, a orillas del Zapardiel, empieza a humear por sus dos docenas de chimeneas cuando el vagabundo, mustio y un pie tras otro, salva su caserío. Dos leguas más abajo, al vagabundo le cae la noche sobre los lomos pasando por Villanueva del Aceral. El vagabundo se sale del camino y, barbechera adelante, busca, como la liebre, un surco de la tierra en que dormir.

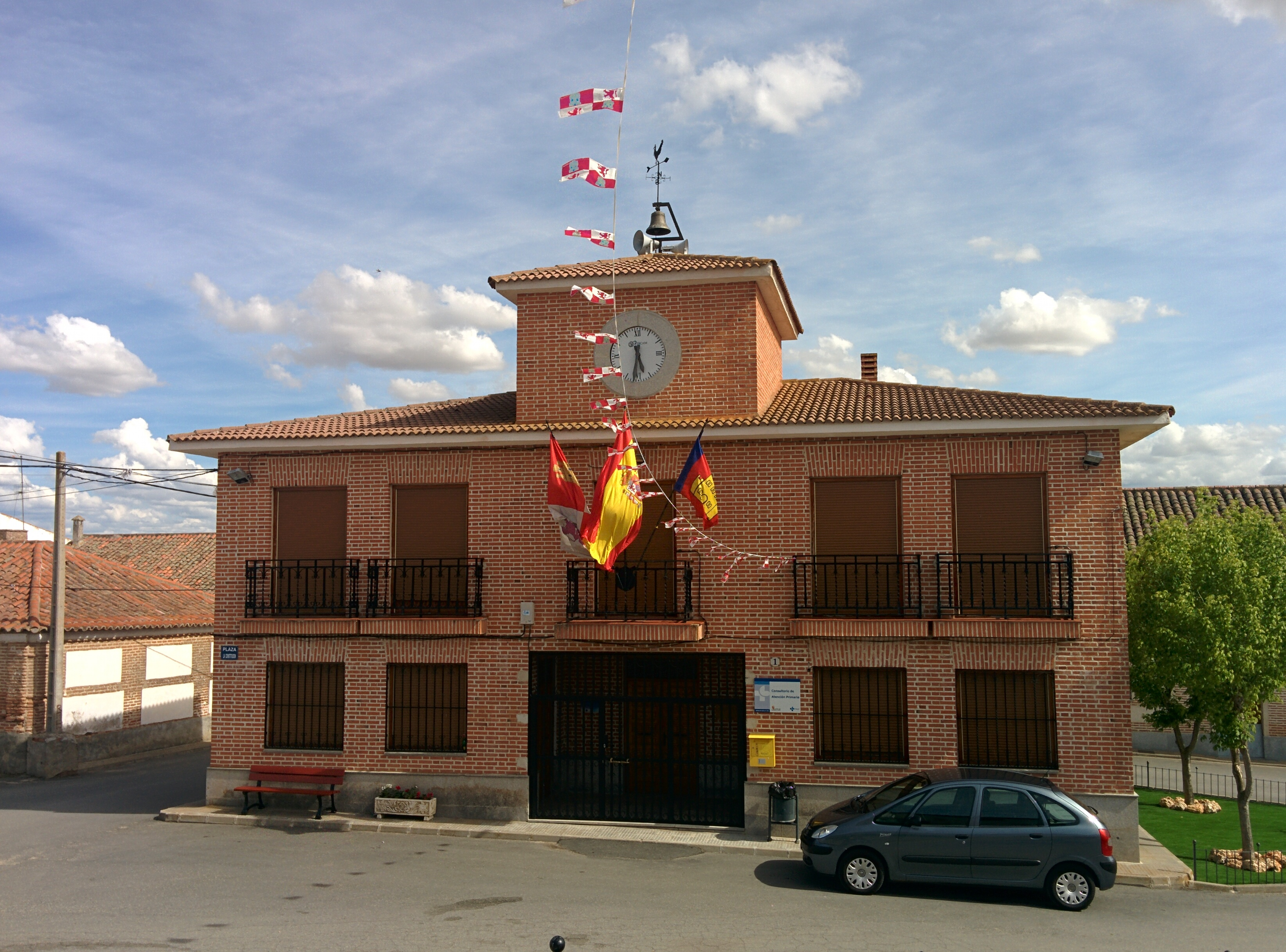
Casa consistorial

Según una tradición popular, el topónimo se trataría de una contracción en castellano antiguo de "Lugar de Román". Fue incorporado a Castilla y repoblado por colonos castellanos en el siglo XI, sin que se conozca poblamiento anterior a la reconquista, si bien en dos municipios cercanos (Palacios de Goda y Bercial de Zapardiel) se han hallado restos de construcciones romanas que probablemente continuaron siendo utilizadas en época visigoda y definitivamente abandonadas tras la invasión islámica.
Hacia mediados del siglo XIX, el lugar tenía contabilizada una población de 279 habitantes. Aparece descrito en el cuarto volumen del Diccionario geográfico-estadístico-histórico de España y sus posesiones de Ultramar de Pascual Madoz de la siguiente manera:

BARROMAN. l. con ayunt. en la prov. y dióc. de Avila (9 leg.), part. jud. de Arévalo (3), aud. terr. de Madrid (24), c. g. de Castilla la Vieja (Valladolid 13): sit. en un valle que participa algo de barranco con despejada atmósfera y horizonte muy largo por todas partes; goza de clima templado; le baten los aires S. y E. y se padecen fiebres nerviosas y viliosas: tiene 90 casas de un solo piso, escepto una que tiene dos: sus calles son irregulares, sucias y sin empedrar: hay casa de concejo, cárcel, escuela de primera educacion, dotada con 1,800 rs., á la que asisten 40 niños y 12 niñas; igl. parr. dedicada á la Asuncion de Ntra. Sra., de curato perpetuo en concurso; y en los afueras una ermita titulada de la Veracruz y á su inmediacion el cementerio que no perjudica á la salud. Confina el térm. por N. con Castellanos, E. Bercial, S. Madrigal, O. Fuentes de Año á dist. de 1/4 á 1/2 leg. y comprende 4,500 fan. de tierra, de las que se cultivan 4,300, y son, 1,000 de primera clase, 2,000 de segunda y el resto de tercera, empleándose en granos 4,100 y las 200 restantes en pastos y viñas: baña el térm. el r. Zapardiel que pasa casi costeando el pueblo al O. marchando de S. á N., en cuyo punto tiene un puente de madera: el terreno es bastante llano con algunas pequeñas irregularidades, y varios prados bastante bajos y pantanosos: los caminos incómodos en tiempo de lluvias por sus muchos lodos: el correo se recibe de Madrigal por medio de un vec. que se envia los lunes, miércoles y sábados; prod.: trigo, cebada, centeno, algarrobas, garbanzos: se mantiene mucho ganado lanar negro, el vacuno necesario para las labores y se cria caza menor y pesca de peces, truchas y anguilas; pobl.: 71 vec., 279 alm.; cap. prod.: 1.268,150 rs. imp.: 50,726; prod. representativo de la riqueza industrial y fabril 1,500; contr.: 10,573; id. por ind. 60.
(Madoz, 1846, p. 60)

## Demografía
Barromán cuenta con una población de 175 habitantes (INE 2024).
| Gráfica de evolución demográfica de Barromán entre 1842 y 2021                                                        |
| |
| Población de derecho según los censos de población del INE. Población de hecho según los censos de población del INE. |

## Patrimonio

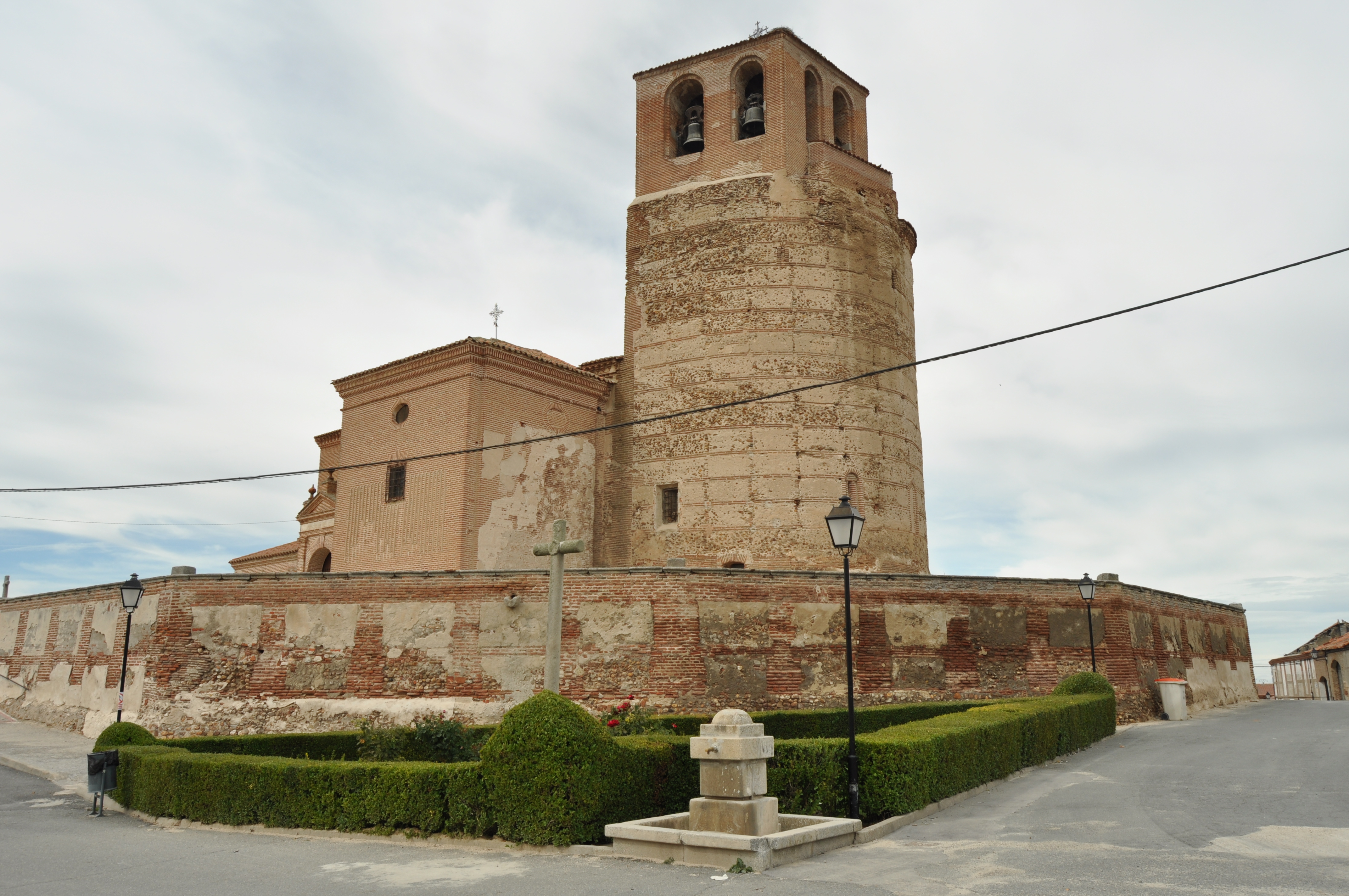
Iglesia de la Asunción de Nuestra Señora en estilo mudéjar

Iglesia de la Asunción, de estilo mudéjar (torre-ábside) de los siglos XII o XIII, posiblemente los restos de un castillo o una atalaya, y nave principal del siglo XVI. Toda la iglesia está levantada sobre una suave loma o colina desde la que se domina casi todo el pueblo.

## Cultura

### Fiestas locales
Asunción de la Virgen, 15 de agosto. San Isidro, 15 de mayo.

### Folclore y costumbres
Durante las fiestas de agosto, los días 14 y 15, los jóvenes de Barromán se juntan en peñas o clubes, aportando cada uno una cantidad al fondo común del club, para cubrir los gastos de las diversiones de las fiestas.

### Gastronomía
La propia en esta zona de Castilla la Vieja, rica en asados de cordero o cochinillo.

## Heráldica
En campo de gules, una torre de oro mazonada de sable y aclarada de azur, encima de una peña al natural puesta sobre un río de ondas de plata y azur. Está timbrado con una corona real cerrada. Este escudo es de uso moderno (siglo XX), sin que se conozcan otros anteriores de uso en el municipio.